# Mansfield (Nottinghamshire)
Mansfield is een plaats in het Engelse graafschap Nottinghamshire. Mansfield komt in het Domesday Book (1086) voor als 'Mamesfeld' / 'Memmesfed'.

## Geboren in Mansfield
- Dorothy Atkinson, (1966), actrice
- Ben Birchall, (21 januari 1977), motorcoureur
- Tom Birchall, (23 december 1986), motorcoureur
- Kris Commons (30 augustus 1983), voetballer
- Ed Davey (25 december 1965), politicus (Liberal Democrats)
- Holmes Herbert (30 juli 1882 – 26 december 1956), acteur
- Steve Ogrizovic (12 september 1957), voetballer
- Tom Scott (25 november 1984), Youtuber